# Lowdens Beach
Lowdens Beach (do 13 września 1974 Loudon Beach) – plaża (beach) w kanadyjskiej prowincji Nowa Szkocja, w hrabstwie Pictou (45°41′25″N, 62°40′07″W), na północnym wybrzeżu zatoki Pictou Harbour; nazwa Loudon Beach urzędowo zatwierdzona 8 listopada 1948.